# Scharfbillig
Scharfbillig là một đô thị ở huyện Bitburg-Prüm, trong bang Rheinland-Pfalz, phía tây nước Đức. Đô thị Scharfbillig có diện tích 4,82 km², dân số thời điểm ngày 31 tháng 12 năm 2006 là 72 người.